# Tramway de Vals-les-Bains à Aubenas
Le Tramway de Vals-les-Bains à Aubenas a circulé entre ces deux villes du département de l'Ardèche entre 1897 et 1932.

## Histoire
Le  25 juin 1898 est constituée chez maitre Chaine, notaire à Lyon, la Compagnie des Tramways électriques de Vals-les-Bains à Aubenas. Le siège social est situé 4 rue Grolée à Lyon. Le capital de la société, d'une valeur de  580 000 francs, se compose de 5800 actions de 100 francs.
En 1901, la Compagnie des Tramways électriques de Vals-les-Bains à Aubenas tombe en faillite. La concession est alors attribuée à M. Ferrier,
auquel se substitue la Société ardéchoise des tramways électriques.

## La ligne
- Vals-les-Bains-Aubenas (9 km): ouverture le 25 novembre 1898, fermeture le 1er mai 1932[4].

La ligne était construite à voie métrique et électrifiée à la tension de 550 volts.

## Matériel roulant
- Motrices à 2 essieux: 5 unités [1]